# Sabinas
Sabinas là một đô thị thuộc bang Coahuila, México. Năm 2005, dân số của đô thị này là 53042 người.